# Jalenjaya
Jalenjaya is een bestuurslaag in het regentschap Bekasi van de provincie West-Java, Indonesië. Jalenjaya telt 16.527 inwoners (volkstelling 2010).